# Aphanisticus pusillus
Aphanisticus pusillus är en skalbaggsart som först beskrevs av Olivier 1790.  Aphanisticus pusillus ingår i släktet Aphanisticus, och familjen praktbaggar. Arten är reproducerande i Sverige.

## Bildgalleri

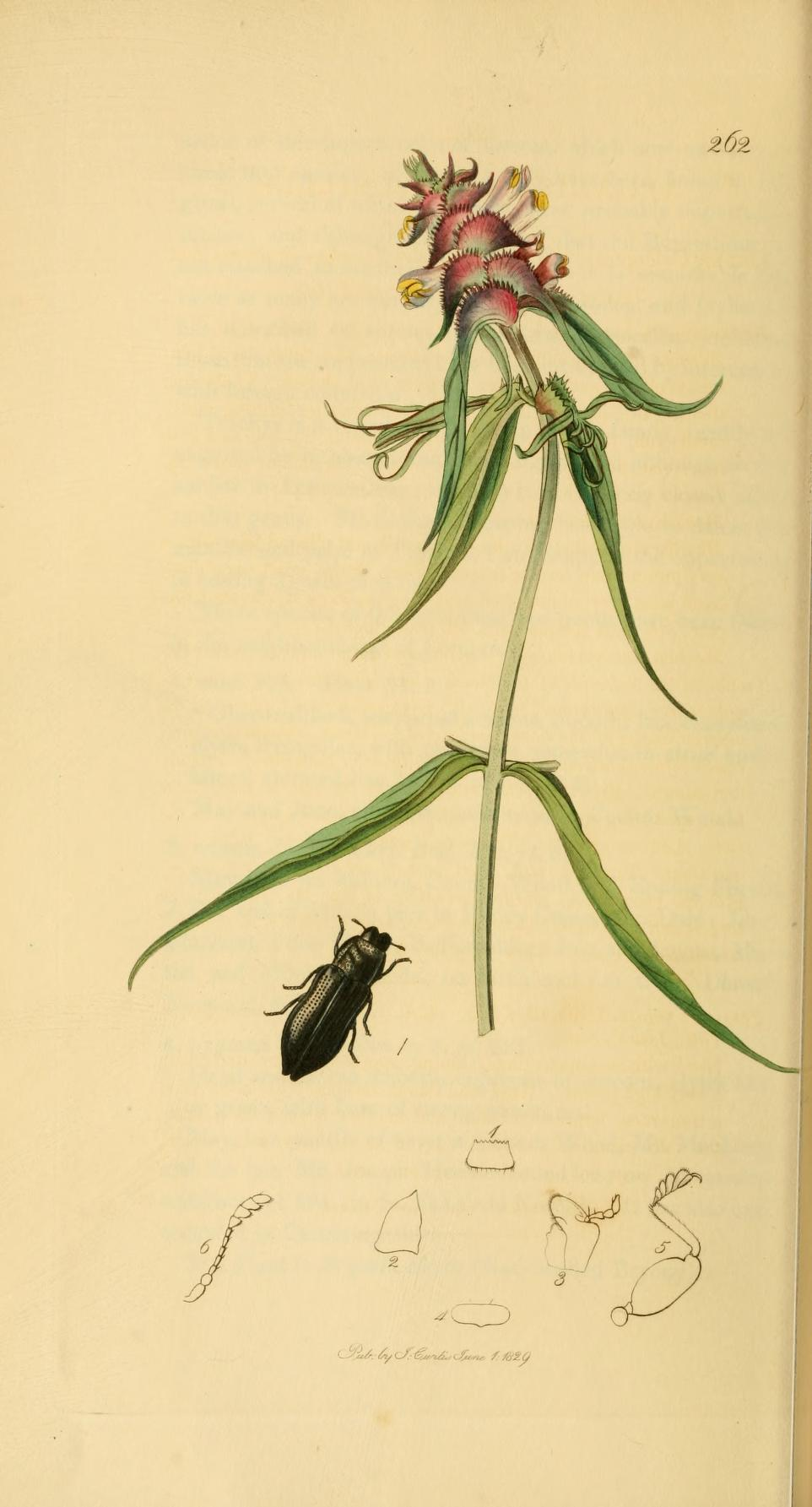